# Хаапалайнен, Тауно Хейкович
Тауно Хейкович Хаапалайнен (1908, Выборг — 1976) — советский полярник, переводчик. Член Союза писателей СССР (1969).

## Биография
Родился в 1908 году в Выборге в семье рабочего-электромонтёра. В 1926 году с семьёй переехал в СССР, в Кондопогу.
В 1926 г. сконструировал коротковолновый одноламповый регенератор.
В 1929 г. при помощи получил разрешение на передатчик, был присвоен позывной U3da.
С 1930 г. служил в радиочастях РККА, после демобилизации получил предложение ехать радистом в Арктику — и в 1933 г. был назначен радистом на мыс Северный.
Был одним из основателей полярной станции «Мыс Шмидта» на Чукотском полуострове, как радист принимал участие в спасении экипажа парохода «Челюскин» — поддерживал связь с ними и со спасательной базой, для чего организовал новую радиостанцию. За это постановлением ЦИК он был награждён орденом Трудового Красного Знамени (15 июня 1934г.).
В 1940 году поступил в институт связи, но окончить его помешала Великая Отечественная война.
Во время Великой Отечественной войны работал в Москве, ремонтировал военные радиостанции, по направлению военкомата работал на Урале.
После войны жил и работал в Эстонии. В 1947 году переехал в Карело-Финскую ССР, в Петрозаводск.
С 1950 года занимался переводами художественной литературы с русского и эстонского на финский язык. Работал переводчиком в Комитете радиоинформации и в Карельском государственном книжном издательстве, переводчиком в финской редакции издательства «Прогресс».
Член Союза писателей с 1969 года.

## Переводческая деятельность
Перевел на финский язык «Служу Родине: Воспоминания летчика» И. Кожедуба, «Рождение моря» К. Паустовского, «Журбины» В. Кочетова, «Уральские сказы» П. Бажова, «Солдатами не рождаются» и «Последнее лето» К. Симонова, «Тронка» О. Гончара, «Избранное» В. Белинского, «Берег ветров» А. Хинта и другие произведения.

### Переводы
- Belinski, Vissarion: Valittua. Suomentanut Tauno Haapalainen. Moskova: Edistys, 1975.
- Nikolai Tihonov. Vanhassa Lahoren kaupungissa. Suom. Tauno Haapalainen. Petroskoi: Karjalais-suomalaisen SNT:n valtion kustannusliike, 1953.
- Aadu Hint. Tuulinen ranta 1. Suom. Tauno Haapalainen. Petroskoi: Karjalan ASNT:n valtion kustannusliike, 1959. Tuulinen ranta 2. Suom. Tauno Haapalainen. Petroskoi: Karjalan ASNT:n valtion kustannusliike, 1960. Tuulinen ranta 3. Suom. Tauno Haapalainen. Moskova: Vieraskielisen kirjallisuuden kustannusliike, 1962. Tuulinen ranta 4. Suom. Tauno Haapalainen. Moskova: Edistys, 1971.